# Andrzej Ibek
Andrzej Ibek (ur. 5 marca 1945 w Krakowie) – polski pianista, klawiszowiec, wokalista i kompozytor.

## Życiorys
Debiutował w krakowskich zespołach Ametysty (1963) i Bitni (1964), grając na klawiocie i klarnecie. W 1967 roku wchodził w skład grupy Szwagry, zaś jesienią tego samego roku wraz z wokalistą tego zespołu Marianem Kosterem, przeszedł do drugiego składu formacji Dżamble, którą wraz z nimi współtworzyli: Wiesław Wilczkiewicz (gitara, Marian Pawlik (gitara basowa i Benedykt Radecki (perkusja). W marcu 1968 roku rozpoczął współpracę z Michajem Burano i razem z Wilczkiewiczem, a także Radeckim, zasilił jego formację Burano And Leske Rom (pol. Burano i Jego Cyganie). Zespół zadebiutował 30 maja 1968 roku koncertem w Zabrzu, i wkrótce zarejestrował kilka nagrań radiowych dla Młodzieżowego Studia „Rytm” (m.in. Moje sny i Całe niebo w ogniu). Fragmenty tych sesji zarejestrowała Polska Kronika Filmowa). 
Jego współpraca z Michajem Burano trwała z przerwą do lata roku 1968, gdy zespół został rozwiązany. Z końcem lata tegoż roku zastąpił w Drumlersach klawiszowca Andrzeja Mikołajczaka. Jedną z wokalistek była tam Halina Frąckowiak). Skład grupy poszerzeno o wokalistę Jerzego Gorzyckiego i we wrześniu 1968 roku muzycy wyruszyli na kolejną trasę koncertową po kraju. 9 listopada wystąpili na I Festiwalu Pieśni Zaangażowanej w Zabrzu, by z końcem roku zakończyć swą działalność. 
Po tym epizodzie, pianista wszedł w skład Grupy Piotra Puławskiego, którą oprócz niego i dawnego wokalisty i gitarzysty Polan, tworzyli także: Mirosław Męczyński (gitara; eks-Burano And Leske Rom), Janusz Zieliński (gitara basowa; eks-Burano And Leske Rom) i Aleksander Bem (perkusja; eks-Pięciu). 
W styczniu 1969 roku formacja wystąpiła na V Musicoramie, zaś w maju podczas Telewizyjnej Giełdy Piosenki wykonała utwór pt. Tu gdzie jesteś ty i niedługo potem została rozwiązana przez jej lidera. Wiosną 1969 roku klawiszowiec dołączył do zespołu Wiślanie 69 w barwach którego w kwietniu nagrał epkę (N 0565) w Polskich Nagraniach „Muza”, zaś w lipcu ukazał się wydany przez Pronit singiel (SP-193), a następnie nagrywany od stycznia do marca 1970 roku longplay pt. Skąd my się znamy na którym znalazła się jego kompozycja pt. Chcę wierzyć twoim słowom (do słów Andrzeja Tylczyńskiego pod pseud. Jerzy Listoń) oraz szereg nagrań radiowych. W październiku i listopadzie 1970 roku jako muzyk sesyjny wraz z Janem Drozdowskim (gitara), Włodzimierzem Nahornym (saksofon, flet), Januszem Muniakiem (saksofon), Tomaszem Ochalskim (instrumenty klawiszowe), Krzysztofem Sadowskim (instrumenty klawiszowe), Pawłem Dąbrowskim (gitara basowa), Jerzym Bartzem (instrumenty perkusyjne, Czesławem Bartkowskim (instrumenty perkusyjne), Aleksandrem Bemem (instrumenty perkusyjne oraz studentami PWSM w Warszawie – nagrał album Stana Borysa pt. Krzyczę przez sen. 
Zaś 9 grudnia 1970 roku wraz z rodzeństwem Ewą i Aleksandrem Bemami, powołał do życia formację Bemibek z którą dużo koncertował oraz zarejestrował szereg nagrań dla Polskiego Radia, które ukazały się na czwórce (EP) wydanej w 1971 nakładem Muzy (N 0671) i na płycie kompaktowej wydanej w 2016 nakładem wytwórni Kameleon Records pt. Sprzedaj mnie wiatrowi. Nagrania archiwalne z lat 1970–1973 (KAMCD 41). 
Jest autorem następujących kompozycji zespołu: Babulka (utwór instr.), Dzień na szczęście (do słów Jerzego Kleynego) i Panie, co pan (utwór instr.). W 1971 roku jako członek grupy, wziął udział w sesjach nagraniowych płyt Klanu (Mrowisko) i Piotra Figla (Piotr). Zaś w latach 1971–1972 jako sideman, samodzielnie w sesjach nagraniowych longplaya zespołu Trzy Korony (Krzysztof Klenczon i Trzy Korony) oraz albumu Maryli Rodowicz (Wyznanie). Latem 1972 roku razem z Tadeuszem Gogoszem i Markiem Blizińskim (muzycy ci również brali udział w nagrywaniu płyty M. Rodowicz)) odszedł z grupy Bemibek. W latach 70. wyjechał z kraju i zamieszkał w Sztokholmie, gdzie uczył historii i geografii w szkole.
W latach 1991–1993 brał udział w działalności reaktywowanego zespołu Bemibek, w którego  składzie, oprócz niego, Dąbrowskiego i rodzeństwa Bemów, znaleźli się wówczas: Kasia Kowalska (śpiew, instrumenty perkusyjne), Dariusz Kozakiewicz (gitara), Sławomir Piwowar (instrumenty klawiszowe) oraz Henryk Miśkiewicz (saksofon). I z którym w marcu 1993 roku nagrał album zatytułowany Dziennik mej podróży (CD SPB CD 037 Soundpol / MC SPB MC 004 Soundpol).
Od 2014 roku gra w zespole Czerwono-Czarni.